# Jérôme Phojo
Jérôme Phojo (* 15. April 1993 in Poissy) ist ein französischer Fußballspieler.

## Karriere

### Verein
Phojo begann seine fußballerische Ausbildung bei Amateurvereinen wie Issou, dem FC Mantes, Entente Sannois Saint-Gratien und INF Clairefontaine. 2010 wechselte er in die Jugend der AS Monaco. Dort kam er jedoch hauptsächlich für die zweite Mannschaft in der National 2 zum Einsatz. Am 18. Mai 2012 (38. Spieltag) debütierte er in der Ligue 2 für die Profimannschaft in der Startelf stehend. In der Saison 2013/14 wurde er an den AC Arles verliehen. Am 23. August 2013 (4. Spieltag) debütierte er über 90 Minuten für den Verein gegen den SCO Angers. Die Leihe beendete er mit 16 Spielen wettbewerbsübergreifend. Zur Saison 2014/15 wechselte er zum AC Arles, die ebenfalls in der Ligue 2 spielte. Gegen den FC Tours spielte er das erste Mal für den Verein in der Startelf, als man 1:0 gewann. Bei Arles spielte er 27 Ligaspiele und war somit Stammspieler in der Verteidigung. Anschließend war er ein Jahr vereinslos. Schlussendlich spielte er bei VF Les Herbiers. In der dritten Liga traf er in 32 Ligaspielen einmal. Im Sommer 2017 wechselte er zurück in die Ligue 2 zu Clermont Foot. Nach später Einwechslung gegen den FC Tours spielte er das erste Mal für Clermont, als seine Mannschaft 2:0 gewann. Besonders gegen Ende der Spielzeit wurde er zur Stammkraft in der rechten Außenverteidigung und kam zu insgesamt 28 Einsätzen. 2018/19 spielte er 26 Ligaspiele und behielt somit seinen Stammplatz. In der Folgespielzeit erkrankte er am pfeifferschen Drüsenfieber und spielte nur siebenmal. Bis zu seinem Vertragsende bei Clermont im Juli 2022 kam er nur noch ein einziges Mal in der A-Mannschaft zum Einsatz. Im September 2022 gab er sein Karriereende bekannt.

### Nationalmannschaft
Phojo spielte für diverse Juniorenteams Frankreichs. Mit der U19-Mannschaft nahm er unter anderem an der U19-EM 2012 teil.